# 柯爾莫果洛夫空間
在拓扑学和相关的数学分支中，T0空間，又稱柯爾莫哥洛夫空間，以數學家安德雷·柯爾莫哥洛夫命名，定義了一类廣泛地表現良好的拓扑空间。T0 条件是分离公理之一。

## 定义
拓樸空間{\displaystyle X}是T0空间当且仅当對所有相異的{\displaystyle x,y\in X}且，存在開集合{\displaystyle U}使得{\displaystyle x\in U,\ y\notin U}或{\displaystyle y\in U,\ x\notin U}。
T0 空间中所有相異点對都是拓扑可区分的。也就是说，对于任何两个相異的点{\displaystyle x}和{\displaystyle y}，存在一个正好只包含两點之一的开集。
注意拓扑可区分的点都是相異的。另一方面，如果单元素集合{\displaystyle \{x\}}和{\displaystyle \{y\}}是分离的，则点{\displaystyle x}和{\displaystyle y}必為拓扑可区分的。也就是说：
{\displaystyle \{x\}}與{\displaystyle \{y\}}「分离」{\displaystyle \implies x}與{\displaystyle y}「拓扑可区分」{\displaystyle \implies x\neq y}
拓扑可区分的條件一般强于相異的條件，但要弱于可分离的條件。
T0 空间中，第二个箭头可以反转：兩点相異当且仅当它们是拓樸可区分的。

## 例子和反例
在数学中经常研究的几乎所有拓扑都是 T0 的。例如所有豪斯多夫空间和 T1 空间都是 T0 的。

### 非 T0空间
- 在带有密着拓扑的多元素集合中，没有点是拓撲可区分的。
- 特定拓撲中的{\displaystyle \mathbb {R} ^{2}}集合。其中开集都是{\displaystyle \mathbb {R} }的开集和{\displaystyle \mathbb {R} }自身的笛卡尔乘积的形式（{\displaystyle U\times \mathbb {R} }），即{\displaystyle \mathbb {R} }的平常拓扑和{\displaystyle \mathbb {R} }的密着拓扑的乘积空间；該拓撲中，點{\displaystyle (a,b)}和{\displaystyle (a,c)}是不可区分的。（注意：{\displaystyle (a,b)}為{\displaystyle \mathbb {R} ^{2}}中的元素，而非{\displaystyle \mathbb {R} }的開區間）
- 從实直线{\displaystyle \mathbb {R} }到复平面{\displaystyle \mathbb {C} }的可测函数{\displaystyle f}的空间，使得 {\displaystyle |f(x)|^{2}} 在整个实直线上的勒贝格积分是有限的。此空間中几乎处处相等的两个函数是不可区分的。

### T0但非 T1空间
- 交换环 R 的素环谱 Spec(R) 上的 Zariski拓扑总是 T0 但一般不是 T1。非闭合点对应于不是极大理想的素理想。它们对于理解概形是重要的。
- 在带有至少两个元素的任何集合上的特定点拓扑是 T0 但不是 T1，因为特定点不是闭合的（它的闭包是整个空间）。一种重要特殊情况是在集合 {0,1} 上的特定点拓扑的謝爾賓斯基空間。
- 在带有至少两个元素的任何集合上的排斥点拓扑是 T0 但不是 T1。唯一闭合点是排斥点。
- 在偏序集合上的Alexandrov拓扑是 T0 但不是 T1 除非这个次序是离散的（一致于相等性）。所有有限 T0 空间都是这种类型的。这还包括特定点和排斥点拓扑作为特殊情况。
- 在全序集合上的右序拓扑是有关的例子。
- 重叠区间拓扑类似于特定点拓扑，因为所有开集都包括 0。
- 非常一般的说，拓扑空间 X 是 T0 的，当且仅当在 X 上的特殊化预序是偏序。但是，X 将是 T1 的，当且仅当这个次序是离散的（一致于相等性）。所以空间将是 T0 但不是 T1，当且仅当在 X 上的这个特殊化预序是非离散偏序。

## 操作 T0空间
典型研究的拓扑空间的例子是 T0。实际上，当数学家在很多领域特别是数学分析中，偶尔遇到非T0 空间的时候，它们通过以如下方式把它替代为 T0 空间。为了激发涉及到的想法，考虑周知的例子。L2(R) 空间是从实直线 R 到复平面 C  的可测函数的空间，它使得 |f(x)|2 在整个实直线上的勒贝格积分是有限的。这个空间应当通过定义范数 ||f|| 为这个积分的平方根来变成赋範向量空间。问题是这不是实际上的範数，只是半範数，因为有除了零函数之外有（半）范数为零的函数。标准解决是定义 L2(R) 为函数的等价类集合而不是直接的函数集合。这种构造了最初半赋範向量空间的商空间，而这个商是赋範向量空间。它从半赋範空间继承了一些方便的性质。
一般的说，在处理集合 X 上一个固定拓扑 T 的时候，如果这个拓扑是 T0 将是有帮助的。换句话说，在 X 是固定而 T 允许在特定边界内变化的时候，强迫 T 是 T0 将是不方便的，因为非 T0 拓扑经常是重要的特殊情况。因此，區分可以放置在拓扑空间上的各种条件的 T0 和非 T0 版本二者是重要的。

## 柯爾莫哥洛夫商空间
點與點之間的拓扑不可区分性是一種等价关系。對任意拓扑空间{\displaystyle X}，通過考慮此等价关系給出的商空间总是T0空間。这个商空间叫做{\displaystyle X}的柯爾莫果洛夫商空间，寫作KQ({\displaystyle X})。如果{\displaystyle X}本身已經是T0空間，则 KQ({\displaystyle X})和{\displaystyle X}自然同胚。
绝对的说，柯爾莫果洛夫空间是拓扑空间的反射子范畴，而柯爾莫果洛夫商是反射子。
拓扑空间{\displaystyle X}和{\displaystyle Y}的柯爾莫果洛夫商同胚時，{\displaystyle X}和{\displaystyle Y}被稱為柯爾莫果洛夫等价的。这种等价性保留很多拓扑空间的性质（如連通性，緊緻性）；就是说，如果{\displaystyle X}和{\displaystyle Y}柯爾莫果洛夫等价，则{\displaystyle X}有某种性质当且仅当{\displaystyle Y}也有。
另一方面，許多拓扑空间的性质蕴涵了 T0 性；就是说如果{\displaystyle X}有这种性质，则{\displaystyle X}必定是 T0的。只有很少性质比如「{\displaystyle X}為不可分空间」，是这个经验规则的例外（此條件不蕴涵 T0 性）。
更為理想地，在拓扑空间上定义的很多结构都可在{\displaystyle X}和 KQ({\displaystyle X}) 之间转移。结果就是如果你有带有特定结构或性质的非 T0 拓扑空间，则你通常可通过选取柯爾莫果洛夫商来形成带有相同结构或性质的 T0 空间。
L2(R) 的例子展示了这些特征。从拓扑学的角度，这个半赋範向量空间有很多额外的结构；例如，它是向量空间，并有半范数，并且这些定义了相容于这个拓扑的伪度量和一致结构。还有，这些结构有很多性质；例如半范数满足平行四边形恒等式而一致结构是完备的。这个空间不是 T0 的因为几乎处处相等的任何两个 L2(R) 的函数关于这个拓扑是不可区分的。当我们形成柯爾莫果洛夫商的时候，实际的 L2(R) 保持了这些结构和性质。因此，L2(R) 也是满足平行四边形恒等式的完备半赋范向量空间。但是我们实际上得到的要多了一点，因为这个空间现在是 T0 的。半范数是范数，当且仅当底层拓扑是 T0，所以 L2(R) 实际上是满足平行四边形恒等式的完备赋范向量空间 — 也叫做希尔伯特空间。它是数学家（和研究量子力学的物理学家）一般都研究的希尔伯特空间。注意符号 L2(R) 通常指示柯爾莫果洛夫商，在测度零的集合上有所不同的平方可积函数的等价类的集合，而非符号所暗示的简单的是平方可积函数的向量空间。

## 去除 T0
你可能注意到了，尽管范数历史上定义在先，人们也提出了半范数的定义，它是范数的一种非 T0 版本。一般的说，可以定义拓扑空间的性质和结构二者的非 T0 版本。首先，考虑拓扑空间的一个性质，比如是豪斯多夫的性质。你可以定义另一个拓扑空间性质，通过定义空间 X 为满足这个性质，当且仅当柯爾莫果洛夫商 KQ(X) 是豪斯多夫的。这是一个明智的不太著名的性质，这种空间 X 被为预正则的。（甚至有预正则性的更直接的定义）。现在考虑可以放置到拓扑空间上一个结构，比如度量。我们可以通过设置在 X 上的结构简单的是在 KQ(X) 上的度量来定义一个新结构。有这种在 X 上的明智的结构，它就是伪度量。（伪度量也有更直接的定义）。
在这种方式下，有从性质或结构的要求中去除 T0 性的自然方式。研究 T0 的空间一般要容易些，但让非 T0 的结构得到漂洗后的对应者也是容易的。使用柯爾莫果洛夫商的概念可以任意的增加或去除 T0 要求。